# Fade (песня Канье Уэста)
«Fade» (с англ. — «Угасать») — сингл американского рэпера Канье Уэста из его седьмого студийного альбома The Life of Pablo. В песне используется вокал Ty Dolla Sign и Post Malone. Впервые был представлен во втором сезоне шоу West Yeez в сентябре 2015 года. 9 сентября 2016 года был выпущен для цифровой загрузки и потоковой передачи в качестве третьего и последнего сингла с альбома. Спустя 11 дней лейблы GOOD Music и Def Jam Recordings разослали песню радиостанциям США. Содержит элементы хауса и сэмплы кавер-версий песен Mr. Fingers, Rare Earth, Undisputed Truth, Hardrive и Барбары Такер.
Получил в целом положительные отзывы музыкальных критиков. Некоторые особо отметили вокал Ty Dolla Sign и Post Malone. В 2016 году достиг 47-го места в чарте Billboard Hot 100 и попал в топ-50 лучших в рейтингах Канады, Франции, Шотландии и Великобритании. Получил золотой статус Британской ассоциации производителей фонограмм и дважды платиновый статус Американской ассоциациеи звукозаписывающих компаний.
Музыкальное видео было ненадолго доступно как эксклюзив на сервисе Tidal с 28 августа 2016 года, а затем через девять дней было выпущено на канале Уэста на YouTube. Режиссером выступила Эли Линнетц. Видео содержит танец Тейяны Тейлор, а в конце она появляется в душе с Иманом Шампертом. Клип получил положительные отзывы критиков, которые часто хвалили танец Тейлор. На церемонии вручения премии MTV Video Music Awards 2017 года получил награду за лучшую хореографию.
Уэст исполнял «Fade» вживую с хором Sunday Service в течение 2019 года, включая соответствующие выступления от него и хора на фестивале Coachella Valley Music and Arts Festival.

## Предпосылки и запись
В октябре 2015 года американский рэпер Post Malone сообщил, что впервые встретился с Уэстом на вечеринке, устроенной невесткой Уэста Кайли Дженнер. Остин описал Уэста как «супер крутого», «очень тихого» и «очень, очень скромного». Позже он заявил: «Никогда не знаешь, чего ожидать от Канье». По его словам, после записи своего скретч-вокала он «попал в настоящую студию», где «фактически вырезал» вокал для «Fade».
О сотрудничестве с Уэстом над песней американский музыкант Ty Dolla Sign сказал, что работать с ним было «потрясающе», назвав Уэста «одним из самых крутых музыкантов». Он утверждал, что они сочинили песню за пять минут, а Уэст «на месте сделал бит с нуля».
16 сентября 2015 года на показе Yeezy Season 2 в рамках Недели моды в Нью-Йорке Уэст дебютировал с новой песней. После дебюта, Post Malone подтвердил, что он и Ty Dolla Sign присутствуют в песне, в то время как издательство Pitchfork сообщило, что песня называется «Fade». К ноябрю 2015 года, через два месяца после того, как Уэст дебютировал с песней на своем шоу Yeezy Season 2, официального релиза еще не было, но в том же месяце в Лондоне Вирджил Абло включил сингл в свой диджей микс.

## Композиция и текст
В музыкальном плане сочетает в себе элементы хауса и хип-хопа с элементами чикагского хауса. Большая часть минималистична.  Построен на замедленном сэмпле басовой партии из песни «Mystery of Love». Вокал взят из кавер-версии песни The Temptations «(I Know) I'm Losing You» (1966), написанной Корнелиусом Грантом, Эдди Холландом и Норманом Уитфилдом в исполнении Rare Earth. Содержит вокальные сэмплы из песни «Deep Inside» (1993), написанной Луи Вегой и исполненной группой Hardrive. Также включает сэмплы из песни «I Get Lifted (The Underground Network Mix)» (1994), написанной Вегой, Роном Кэрроллом, Барбарой Такер и Гарольдом Мэтьюзом и исполненной Такером. В песне присутствуют альтернативные куплеты Уэста, Ty Dolla Sign и Post Malone.
В лирическом плане «Fade» сосредотачивается вокруг попытки удержать исчезающую любовь. Уэст вставляет слова из песни «Rock the Boat» (2002), написанной Стивеном «Static Major» Гарретом и Эриком Сидом и исполненной Алией.

## Релиз
14 февраля 2016 года «Fade» был выпущен как девятнадцатый трек седьмого студийного альбома Уэста The Life of Pablo. В июне того же года студия Def Jam Recordings подтвердила, что сингл будет выпущен на Contemporary hit radio в США. 9 сентября стал доступен для цифровой загрузки в Apple Music и начал звучать на радиостанциях в Великобритании. 20 сентября сингл был добавлен в плей-листы радиостанций США.

## Критика
Был встречен в целом положительными отзывами музыкальных критиков, которые в основном хвалили сэмплы. Алексис Петридис из The Guardian сказала, что сингл является «доказательством того, что, когда "Жизнь Пабло" хороша, она действительно очень хороша». Кевин Ричи из NOW Magazine отметил, что сингл отдает дань классике чикагского хауса. Джейсон Грин из Pitchfork назвал сэмпл напоминанием о «смелом прикосновении Канье к огромным, сразу узнаваемым фрагментам музыкальной истории».
Сравнивая песню с версией, сыгранной на Yeezy Season 2, Корбин Рейфф из The A.V. Club отметил, что она прошла путь от «медленного, повторяющегося инструментала» до «замысловатого хита». Джастин Хант из HipHopDX сказал, что песня «больше смотрится как совместная работа Ty Dolla Sign и Post Malone». Джесал Падания из RapReviews назвал сингл «фаворитом фанатов». В своем обзоре, ссылаясь на положение треков в альбоме, Филип Косорес из Consequence of Sound сказал, что «Fade» и «No More Party in LA» будто «стороны "А" другого альбома, поставленные в конец сборника, который был бы сильнее, если бы он заканчивался на "Wolves"».

## Коммерческий успех
На конец 2016-го года был включен в списки несколькими изданиями. Занял 76 место и получил 7 упоминаний в опросе Pazz & Jop The Village Voice. The Fader назвал трек 55-й лучшей песней 2016-го года. Spin назвал его 32-й лучшей песней года. Занял 25-е место в списке лучших треков 2016-го года по версии журнала Les Inrocks. Журнал Billboard поставил «Fade» на 18-е место в списке Billboard's 100 Best Pop Songs of 2016: Critics' Picks. Получил высокий рейтинг от screenagers.pl, и был выбран интернет-журналом как 12-я лучшая песня 2016-го года. В 2017-м году Гэри Ричардс, известный под сценическим псевдонимом Destructo, назвал сингл одним из 30 лучших гетто-хаус треков всех времен.

## Музыкальное видео
Видео для «Fade» было снято выпускником Университета Южной Калифорнии Эли Линнетцом, который впервые встретил Уэста еще в 2011-м году, когда работал над совместным студийныйм альбомом Уэста и Jay-Z Watch the Throne. Линнетц сказал, что Уэст попросил его снять музыкальное видео, отметив, что он хочет, чтобы в съемках участвовала Тейлор и ее муж Иман Шамперт. Он рассказал, что Уэст использовал Тейлор и Шамперта для демонстрации в видео «настоящей любви», что Уэст уже делал ранее, появившись вместе со своей женой Ким Кардашьян в музыкальном видео на его сингл «Bound 2» (2013). Линнетц также отметил, что Уэст присутствовал на всех съемках и «был очень вовлечен в каждую деталь». Создавая видео Линнец черпал вдохновение из таких фильмов, как «Танец-вспышка» (1983), «Муха» (1983), фильмов Джона Карпентера и Олимпийских игр.
Премьера видеоклипа состоялась 28 августа 2016-го года во время выступления Уэста на церемонии вручения премии MTV Video Music Awards. В день премьеры видео было эксклюзивно доступно на Tidal в течение одной недели. 6 сентября 2016-го года ролик был загружен на канал Уэста на YouTube.

### Критика
Клип был положительно воспринят критиками. Патрисия Гарсия из Vogue отметила, что на церемонии вручения наград MTV Video Music Awards в 2016-м году «25-летняя певица украла шоу своими танцевальными движениями, которые оставили в трепете многих». Джастин Кариссимо из The Independent отметил «зажигательное выступление» Тейлор.

### Награды и номинации
На церемонии MTV Video Music Awards в 2017-м году музыкальное видео получило награду за «Лучшую хореографию». Было удостоено награды за «Лучшее танцевальное выступление» на церемонии Soul Train Music Awards 2016, где также было номинировано на награду «Видео года». На церемонии вручения наград UK Music Video Awards 2017 визуал выиграл приз за «Лучшую хореографию в видео», а также был номинирован на награду за «Лучшее интернациональное танцевальное видео».

## Позиции в чартах
После выпуска сингл вошел в чарт US Hot R& B/Hip Hop Songs и достиг 12-го места в чарте. Дебютировал на 98-м месте в чарте Billboard Hot 100 и продержался в чарте 13 недель, заняв на пике 47-е место. Достиг 37-й строчки в чарте Canadian Hot 100. В чарте Scottish Singles and Albums достиг 20-го места. После выхода альбома вошел в британский чарт синглов под номером 125, а позже достиг 50-й строчки. Во Франции достиг 40-го места в чарте SNEP.

## Живые выступления
Уэст исполнил «Fade» на первом концерте тура Saint Pablo Tour в арене Бэнкерс Лайф-филдхаус в Индианаполисе 25 августа 2016-го года. Во время выступления лифт предназначенный для перевозки Уэста над большим проекционным экраном длиной 30 футов вышел из строя и Уэсту пришлось спуститься со сцены и пройти через половину арены. 1 ноября 2016-го года сингл был исполнен на четвертом концерте тура в Форум арене в Инглвуде. В 2019-м году был исполнен совместно с группой Sunday Service Choir на фестивале Коачелла. Госпел версия была исполнена Уэстом и Sunday Service Choir на концерте группы в павильоне Хантингтон-Бэнк в Чикаго 8 сентября 2019 года. 12 октября того же года Уэст с группой исполнили сингл в рамках неожиданного концерта во дворе Говардского университета.